# Rumija
Rumija je pohoří nacházející se v Černé Hoře. Leží v úzkém pásmu pevniny, obklopeno ze západu Jaderským mořem a z východu Skadarským jezerem. Nejvyšší horou je Rumija (1595 m). Hory jsou zde charakterizovány především bujnými, hlubokými lesy, ze kterých často vyčnívají skalnaté vrcholy. Jedná se o protáhlý vápencový hřeben spadající k západu strmými srázy vysokými až 500 metrů. K východu se hory svažují mírněji v pásmu kosodřeviny a lesů. V vrcholových partií se naskýtají výborné výhledy na ostrovy Skadarského jezera. Hlavními turistickými centry pohoří jsou města Bar, Tudjemilli a Livari.